# McCafferty Spur
McCafferty Spur ist ein Felssporn in der antarktischen Ross Dependency. In den Cook Mountains ragt er 9 km nordwestlich des Mount Ayres an der Nordseite des Butcher Ridge auf.
Das Advisory Committee on Antarctic Names benannte ihn 2001 nach der Geophysikerin Anne McCafferty vom United States Geological Survey, die zwischen 1991 und 1992 an aeromagnetischen Vermessungen des Ross-Schelfeises und in Zusammenarbeit mit deutschen Wissenschaftlern an ebensolchen des Butcher Ridge und der Cook Mountains beteiligt war.